# Перекрёст зрительных нервов
Перекрёст (или хиа́зма, др.-греч. χίασμα) зри́тельных не́рвов — часть мозга, место частичного пересечения волокон зрительных нервов (II пара черепных нервов), расположенное в нижней части (основании) головного мозга непосредственно под гипоталамусом. Изображения носовой части каждой сетчатки передаются на противоположную сторону мозга благодаря неполному перекрёсту зрительных нервов. В то же время изображения височной части сетчатки остаются на той же стороне. Таким образом изображения с любой стороны поля зрения обоих глаз передаются в соответствующие части мозга, совмещая стороны вместе: правые поля зрения обоих глаз обрабатывает кора левого полушария мозга, а левые поля зрения — правого. Сигналы распознаются зрительной (затылочной) корой головного мозга.